# باتريك إتش برادي
باتريك إتش برادي (بالإنجليزية: Patrick H. Brady)‏ هو ضابط أمريكي، ولد في 1959 في سان أنطونيو في الولايات المتحدة.